# Maximiliano Timpanaro
Maximiliano Timpanaro, né le 23 mars 1988 à Azul en Argentine, est un footballeur argentin qui évolue au poste d’attaquant. 
Formé au Velez Sarsfield, il évolue actuellement au Club Santamarina, après une expérience au CF Gandia en troisième division espagnole.
Il a auparavant porté les couleurs de l’AS Béziers (alors en CFA) et du Dinamo Tirana avec qui il a remporté le titre de champion d’Albanie en 2010.

## Parcours en club
- 2006 - 2008 : Velez Sarsfield -  Argentine
- 2008 - 2009 : Chacarita Juniors -  Argentine
- 2010 : Dinamo Tirana -  Albanie
- 2010 - 2011 : AS Béziers-  France
- 2011 - 2012 : CF Gandia -  Espagne
- 2012 - : Club Santamarina -  Argentine

## Palmarès
- Champion d’Albanie 2010